# Pielkentafel

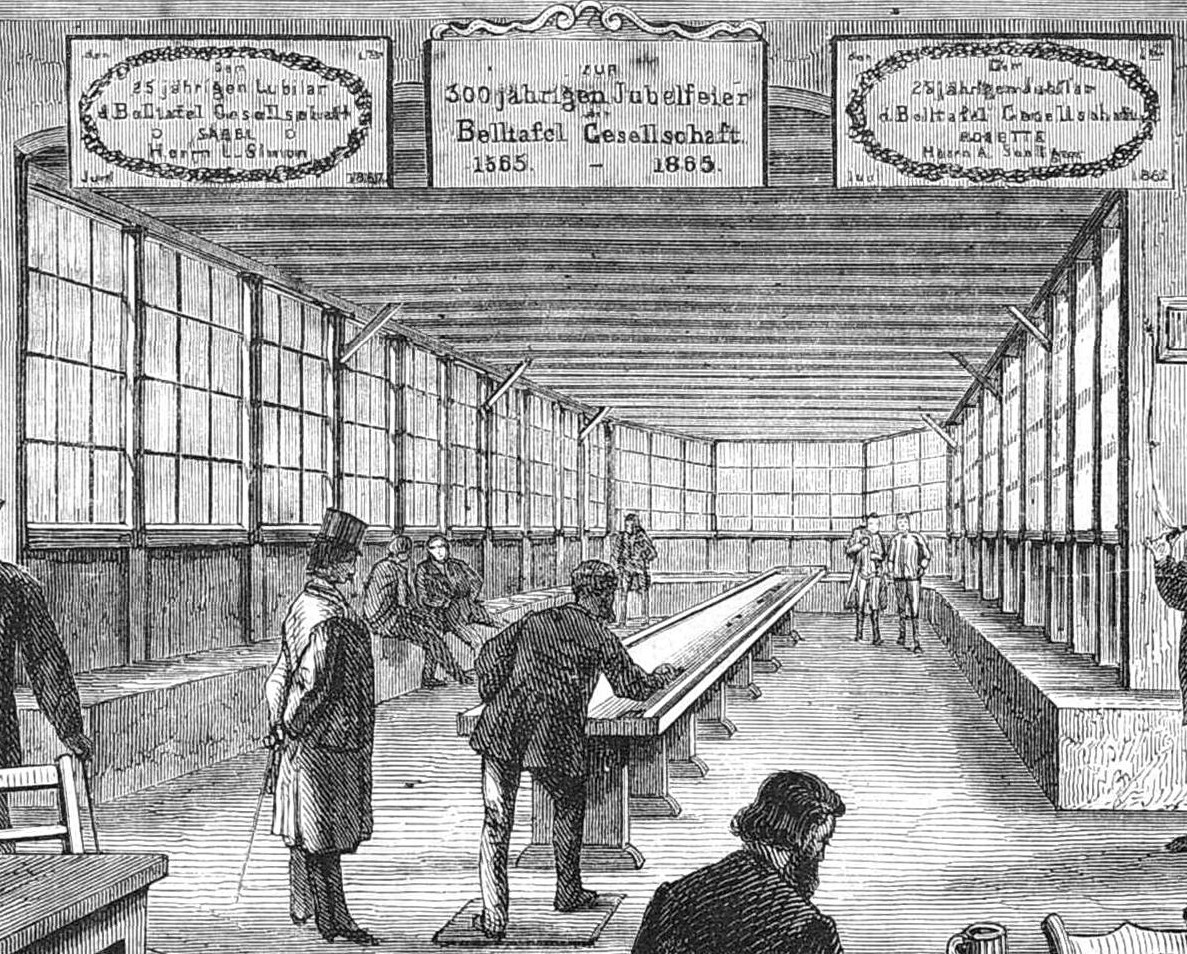
Bild der "Belltafel" (Pielkentafel) in Breslau von 1869

Eine Pielkentafel ist ein langes, schmales (Tisch-)Brett für ein altes Geschicklichkeitsspiel. Bei dem Spiel geht es darum, scheibenförmige Spielsteine möglichst dicht an ein bestimmtes Ziel (z. B. das Ende der langen Tafel oder an einen gegnerischen Spielstein) gleiten zu lassen. Ziel kann auch sein, gegnerische Scheiben vom Brett zu schießen. 
Das Spiel ist womöglich identisch mit dem picardischen Jeu de l'assiette und ähnelt dem amerikanischen Table Shuffleboard (bei dem die Scheiben, anders als Shuffleboard auf dem Boden bzw. auf Schiffsdecks, direkt mit der Hand gespielt werden). Ähnliche Spielprinzipien finden sich auch beim Stockschießen oder Boule. Eine Mischform zwischen Pielkentafel und Trou Madame stellt Jakkolo (Sjoelen, Billard hollandaise) dar.

## Bezeichnungen des Spiels
Der Name war vor allem im ostdeutschen und preußischen Raum heimisch und existiert in vielen Varianten, mit P oder B im Anlaut, mit langem oder kurzem i, auch diphthongiert zu ei, mit oder ohne -tafel oder -spiel als zweites Wortglied: Pielke, Pilke, Bilke-, Beilke, Peilke, Pielche(ntafel), auch mit eingeschobenem zusätzlichem Vokal Peilicke, Beilicke, Pelicke. Aus Breslau sind auch die Formen Belke- und Belltafel überliefert.
Im süddeutschen Gebiet wurde die Pielkentafel dagegen als Schießtafel oder Druck-/Trocktafel oder -spiel bezeichnet.
Im 17. und 18. Jahrhundert wurden auch Billardspiele als „Pielkentafel“ oder „Drucktafel“ bezeichnet.

## Forschungsstand, Geschichte und Quellen

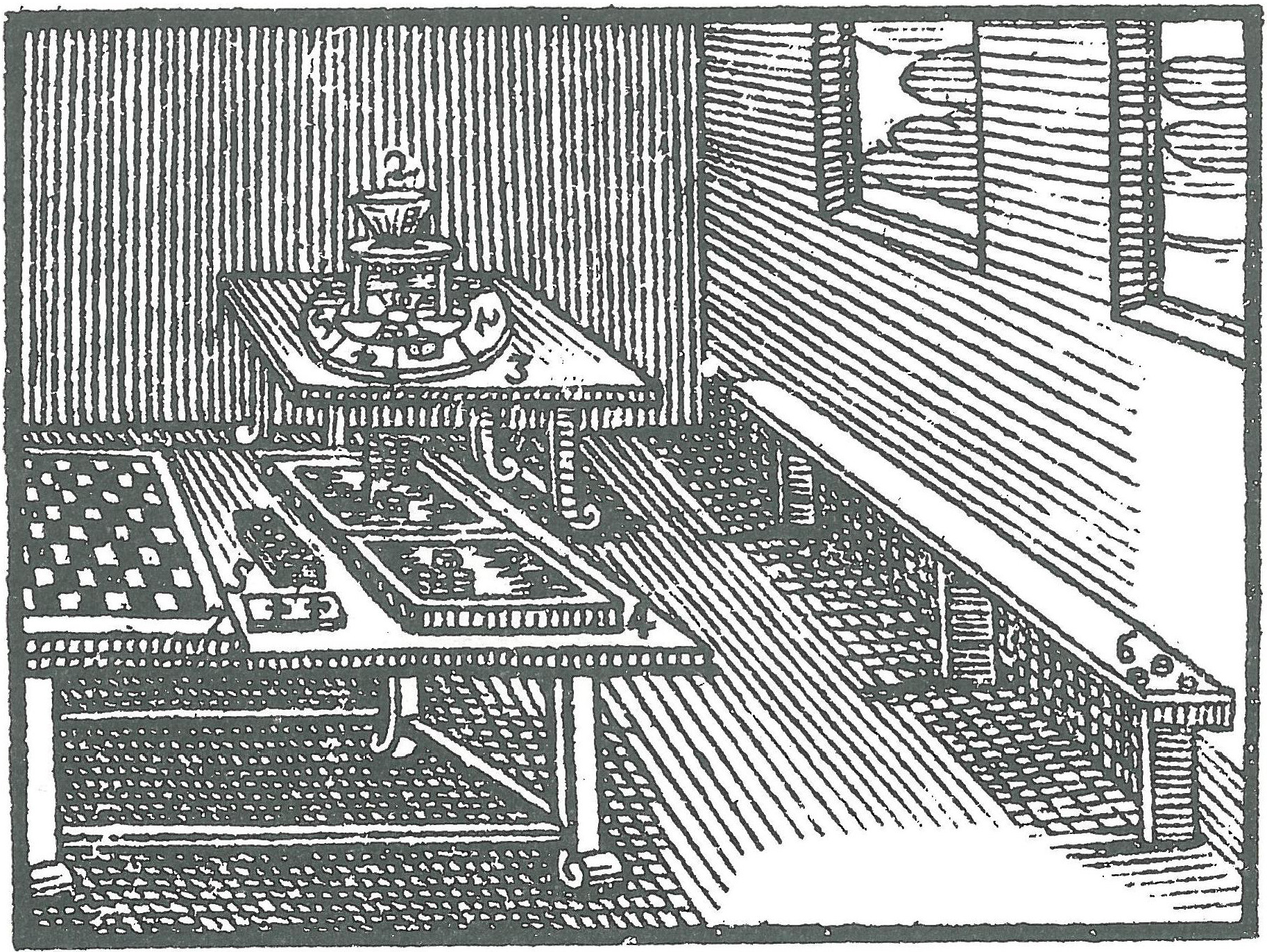
"Schießtafel (Peilik)" bei Comenius, Orbis Sensualium Pictus (1658) rechts im Bild (Nr. 6)

Außer einem mehrteiligen Aufsatz von Alexander Treichel, der 1897–1899 die regionalen Vorkommen und Quellen für Pielkentafeln im preußischen Gebiet zusammenträgt, gibt es praktisch keine Forschung zu dem Spiel.
Das Spiel ist seit dem 16. Jahrhundert belegt, es wurde bis ins 19. Jahrhundert gespielt. Auch in den Königsberger Gemeingärten wurde es bis in die Mitte des 19. Jahrhunderts gespielt. Die Pielkentafel der Altstadt (Königsberg) war 15 m lang und 60 cm breit. Zwei einander gegenüberstehende Spieler warfen runde Spielsteine oder „Speciesthaler“ der Länge nach, so dass sie die gegnerischen Steine wegschleuderten.
Johann Amos Comenius bildete das Spiel in seinem Werk Orbis sensualium pictus 1658 bei den Brettspielen als lange Bank ab. 
In der Osterwiecker Marktverordnung des Jahres 1690 wurde das Spiel ausdrücklich verboten. 
In einem Bericht über den Krug in Prester von 1750 wird erwähnt, dass die Leute auf der Piliken um Bier gespielt hätten.
Bis 1830/40 war es in Gasthöfen der Region Magdeburg gebräuchlich; es wird auch für Gräfenhainichen erwähnt. Für diese Zeit wird seine Verbreitung auch noch für einige Dörfer in der Nähe von Leipzig angegeben.